# ウラジーミル・コロコリツェフ

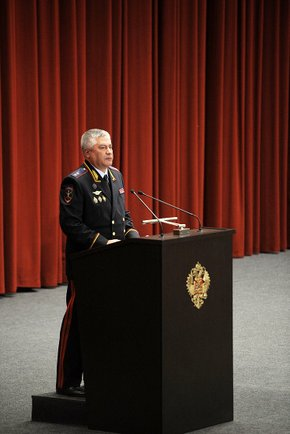
ウラジーミル・コロコリツェフ（2012年5月撮影）

ウラジーミル・アレクサンドロヴィチ・コロコリツェフ（コロコルツェフ、ロシア語: Влади́мир Алекса́ндрович Колоко́льцев、ラテン文字転写の例：Vladimir Alexandrovich Kolokoltsev、 1961年5月11日 - ）は、ロシア連邦の政治家、警察官僚。2012年5月21日からウラジーミル・プーチン政権で第7代ロシア連邦内務大臣を務める。

## 経歴・概要
1961年5月11日にソビエト連邦のロシア・ソビエト連邦社会主義共和国のペンザ州ニージニー・ロモーフに労働者の家庭に誕生する。コロコリツェフ本人も長じて労働者となり働き始め、トラック運転手を皮切りに地元ペンザ州の合板工場「ヴラースチ・ツルーダ」の機械工などをして働いた。1979年に兵役に就き、ソ連・アフガニスタン国境警備の任に当たった。
1982年に内務省民警に入り、モスクワ駐在の各国外交団の護衛任務に就く。1984年モスクワ市ガガーリン地区執行委員会別働警備大隊の小隊長に任命される。1985年にソ連内務省高級政治学校に入校し、1989年に同校を卒業した。再びモスクワの警察当局勤務に復帰した後は、クンツェヴォ地区執行委員会刑事部犯罪捜査部門勤務を経て、モスクワ第20警察署副所長、第8警察署署長を歴任した。
1992年にモスクワ市警本部刑事部第2課上級警部。1993年にモスクワ第108警察署長。1995年にモスクワ中央行政区第2警察管区刑事部長。1997年にロシア内務省モスクワ組織犯罪防止理事会第4地域署長。1999年に内務省組織対策総局モスクワ州南東行政管区地域作戦調査ビューロー長。
2001年に内務省中央連邦管区作戦調査ビューロー第3課長。2003年に同ビューロー副局長。2007年にオリョール州内務局長（州警察本部長）に任命される。在任中は同州副知事のヴィタリー・コチュエフ、エゴール・ソシンコフとともに地方行政を担当した。2009年にロシア内務省本省に戻り、刑事局第一副局長に任命された。
2009年9月7日にロシア連邦大統領令によりモスクワ市内務総局長に任命される。
2010年6月10日に民警中将の名誉称号を授与される。
2005年に出した論文「国家安全保障関係におけるロシアの国益確保」で法学博士号を授与される。
2011年3月24日に大統領令により、モスクワ市内務総局長を解任され、ロシア内務省モスクワ内務総局長に任命された。同時に警察中将にも任命された。
2012年5月21日にドミートリー・メドヴェージェフ内閣の内務大臣に任命された。
私生活では、夫人との間に一男一女がいる。